# Tredozio
Tredozio (Tardózi in romagnolo) è un comune italiano di 1 102 abitanti della provincia di Forlì-Cesena in Emilia-Romagna.

## Storia
Nella valle del Tramazzo gli insediamenti terramaricoli dell'Età del bronzo (sec. XV a.C.), presso Santa Maria in Castello a circa 4 chilometri da Tredozio, dimostrano l'esistenza di una via di crinale da e per la Toscana sullo spartiacque fra Tramazzo e fiume Montone, probabilmente da collegare alla transumanza per l'importanza che la pastorizia ebbe in quel periodo storico. Secondo alcuni studiosi Annibale nel 218 a.C., avrebbe attraversato l'Appennino diretto a Roma col valico del Monte Busca.
Il territorio rimase scarsamente abitato in epoca romana; tracce di insediamenti umani si possono rinvenire ancor oggi lungo il corso del torrente Tramazzo: qualche tomba, una fornace per la cottura di mattonelle ad uso edile proprio nei pressi del centro urbano.
Le prime notizie storiche riguardanti insediamenti nel territorio risalgono al periodo Bizantino-Ravennate: in alcuni documenti ufficiali conservati presso l'archivio dell'Arcidiocesi di Ravenna si segnala l'esistenza della Chiesa di San Valentino, la cui ampia giurisdizione comprendeva anche i territori di Gamogna fin dall'anno 562.
Nella piccola vallata sorsero nuove chiese e nuove abitazioni rurali (Cesata nel 755, Pereta nell'893), ma probabilmente il terreno era ancora coperto da vegetazione spontanea e da folti boschi, più adatti alle attività di caccia che all'agricoltura organizzata.
Il Castrum Treudacium viene menzionato per la prima volta nel 925 e costituisce il primo nucleo di quello che sarà poi l'abitato di Tredozio.
Dopo il 1000 il territorio tredoziese vide fiorire un numero notevole di chiese e di conventi: per primo, ad opera di S.Pier Damiani, sorse il Monastero di Gamogna; poi anche i monasteri di Tredozio (1060) e di Trebbana (1063) iniziarono la loro attività religiosa e sociale in un territorio che si stava popolando sempre più.
Il 29 settembre 1164 un diploma imperiale concesse 200 capi in feudo a Guido Guerra III: fra questi territori figurava anche Tredozio e da questa data i Conti Guidi iniziarono ad esercitare sulla zona un pressoché continuo dominio per circa tre secoli, lasciando tracce della loro amministrazione anche sotto l'aspetto urbanistico ed economico, con la costruzione degli edifici amministrativi e della fortificazione del Mercatale.
A conclusione della guerra fra i Visconti di Milano e Firenze, durante la quale si era verificata la sconfitta dell'ultimo discendente dei Guidi (Guelfo, alleato dei milanesi), dopo un lungo assedio dei fiorentini al castello di Tredozio, ebbe termine il dominio dei Conti sul territorio tredoziese ed avvenne il passaggio , nell'ottobre 1428 sotto l'amministrazione fiorentina.
Per cinque secoli Tredozio fu terra di frontiera fra la Toscana e lo Stato Pontificio; sicuramente anche terra di contrabbando e di residenza provvisoria per famiglie e personaggi provenienti da Firenze o da Faenza; nacquero in questo periodo alcune fra le costruzioni rurali ed i palazzi più belli ancor oggi esistenti nel centro e nella campagna; si insediarono o iniziarono la costruzione del loro dominio economico alcune importanti famiglie, come i Fantini, i Bonaccorsi e i Frassineti.
L'Umanesimo e il Rinascimento lasciarono le loro tracce anche qui: Faustino Perisauli (Pietro Paolo Fantini) scrive il De Triumpho Stultitiae (forse ispiratore della Laus Stultitiae erasmiana) e frequenta i circolo culturali riminesi e romani; la famiglia Fantini fornisce segretari e dignitari a nobili ed ecclesiastici famosi come il Cardinale Ippolito D'Este; altri tredoziesi diventano importanti funzionari dell'amministrazione fiorentina; si amplia e si arricchisce di opere d'arte il Monastero dell'Annunziata, divenuto nel 1536 sede delle Monache Domenicane, provenienti dal vetusto "Luogo D'Africa".
La cittadina rimane esclusa dalle grandi vie di comunicazione e piuttosto isolata dal resto della Romagna Toscana. 
Dimostrano comunque una certa vivacità intellettuale e culturale dell'ambiente cittadino le figure di Maria Virginia Fabroni, poetessa e scrittrice, Pietro Montagnani, filosofo e teologo e Suor Rosa Teresa Brenti fondatrice del monastero di Fognano, vissuti nell'800.
Nel 1923 Benito Mussolini, nel quadro di una ristrutturazione amministrativa della Romagna, inserì Tredozio e quasi tutti i territori della Romagna-Toscana nella provincia di Forlì, adeguando i confini amministrativi a quelli geografici (anche se lo scopo vero era assegnare particolare importanza alla propria provincia d'origine).
Dopo il progressivo spopolamento verificatosi soprattutto nel dopoguerra, il paese vive di artigianato calzaturiero e di agricoltura. L'inserimento nel Parco nazionale delle Foreste Casentinesi, Monte Falterona e Campigna è opportunità di rivalorizzazione del territorio, ricco di risorse naturalistiche, a fini turistici.

### Simboli
Lo stemma riprende il leone emblema dei conti Guidi, ma in oro invece che di rosso e d'argento. In rappresentazioni antiche la banderuola era d'argento con una croce rossa, propria del Popolo di Firenze, o inquartata d'argento e di rosso come il blasone dei Guidi. Dopo la sottomissione a Firenze, il leone venne mantenuto a simboleggiare il marzocco fiorentino.
Il gonfalone è un drappo partito di rosso e di azzurro.

## Monumenti e luoghi d'interesse

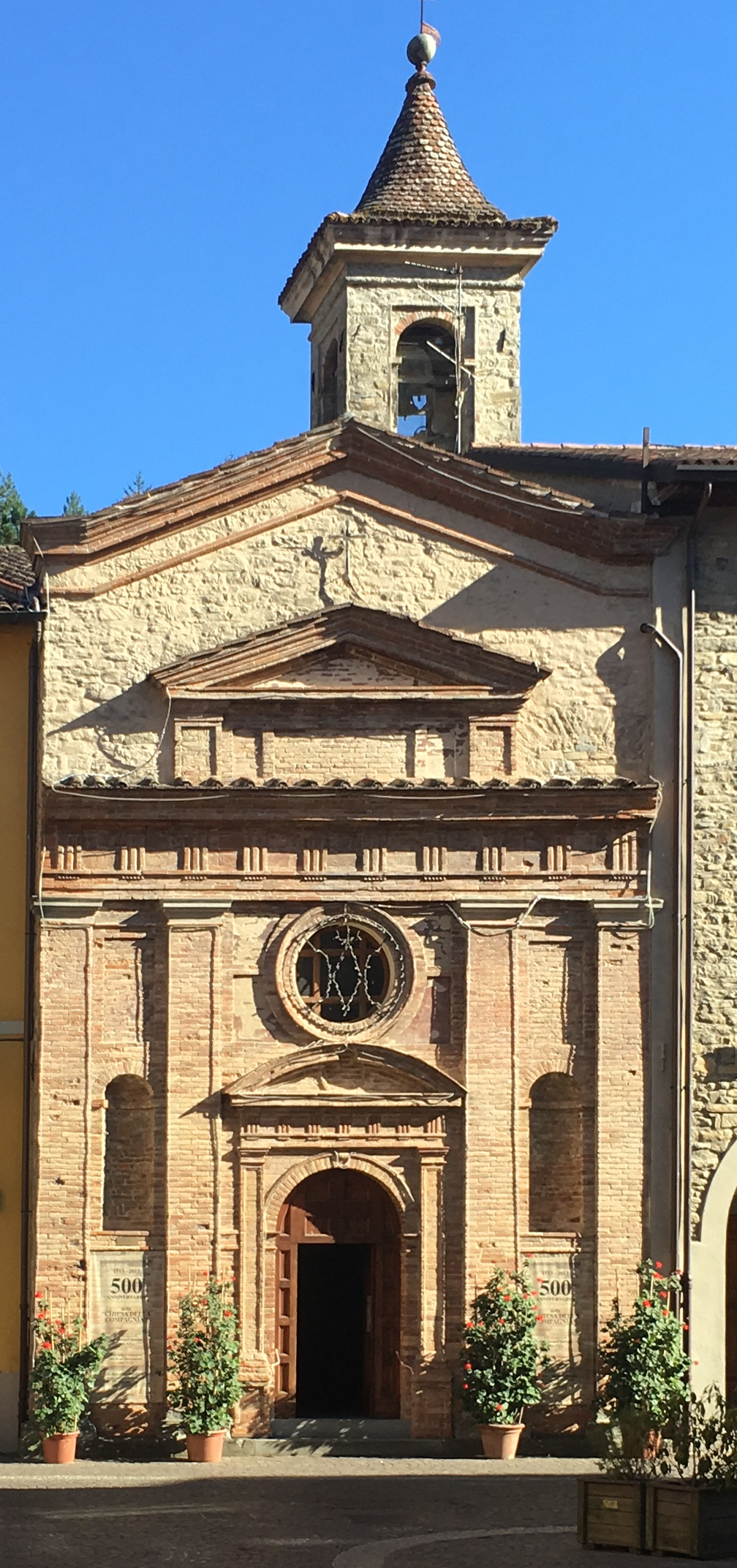
Chiesa della Beata Vergine delle Grazie

### Chiesa della Beata Vergine delle Grazie
La chiesa della Beata Vergine delle Grazie e della Compagnia del SS.mo Sacramento è stata costruita nel XIV secolo e almeno inizialmente aveva anche il ruolo di battistero. La facciata in cotto, costruita durante l'ampliamento dell'edificio nella seconda metà del 1500, conteneva inizialmente affreschi della scuola del Bramante, di cui oggi rimangono solo alcune tracce. Dopo altri ampliamenti, di cui il principale all'inizio del '700, nel 1900 la chiesa subì un profondo restauro, sia negli interni sia nella facciata, ampliata e rifinita in pietra. L'ulteriore intervento del 2000 ha dato alla chiesa l'aspetto definitivo.

## Società

### Evoluzione demografica
Abitanti censiti

Il comune ha intrapreso politiche di incentivi alle nascite per combattere lo spopolamento rurale.

### Etnie e minoranze straniere
Secondo i dati ISTAT al 31 dicembre 2009 la popolazione straniera residente era di 54 persone. Le nazionalità maggiormente rappresentate in base alla loro percentuale sul totale della popolazione residente erano:
- Romania 29 2,22%

## Cultura

### Eventi e ricorrenze
Sagra e Palio dell'Uovo
Si svolge ogni anno, a Pasqua, dal 1964. I quattro rioni del paese (Borgo, Casone, Nuovo, Piazza) si sfidano per due giorni per l'attribuzione dell'uovo d'argento e dell'uovo di ceramica. Gli scontri avvengono in centro storico.
Dal 1984, il Palio è affiancato dalla "Disfida dell'uovo" col comune di Arcevia (AN).
La sagra si conclude il Lunedì dell'Angelo con la tradizionale sfilata in costume rinascimentale e la disfida con Arcevia.
Sagra del bartolaccio
Si svolge la prima e la seconda domenica di novembre, in cui viene riproposto il piatto tipico tredoziese, un tortello di patate e pancetta cotto sulla piastra.
Beata Vergine delle Grazie
La seconda domenica di maggio di ogni anno si svolgono i festeggiamenti per la Beata Vergine delle Grazie, con benedizione degli autoveicoli, processione fino al nuovo quartiere "Le Volte" con rogazioni verso la campagna e falò serale. L'immagine viene poi portata per le vie fino all'oratorio di residenza. Verso gli ultimi giorni del mese l'immagine viene portata alla locale casa di riposo. Il 31 maggio l'immagine viene traslata all'edicola del molinetto (il luogo dove fu trovata miracolosamente) e qui viene celebrata la messa vespertina.
Altri eventi
- Fiera di Sant'Anna: il 26 luglio si svolge un mercato ambulante denominato "Fiera di Sant'Anna" per ricordare il mercato boario che si svolgeva in quella data.

### Tredozio nel cinema
Nel film Il presidente del Borgorosso Football Club si fanno più volte espliciti riferimenti a Tredozio, in particolare il luogo dei ritiri è al confine tra il comune e Modigliana, in località Campatello.

## Amministrazione

### Cronologia sindaci
Di seguito è presentata una tabella relativa alle amministrazioni che si sono succedute in questo comune.
| Periodo        | Periodo        | Primo cittadino    | Partito                                               | Carica  | Note   |
| -------------- | -------------- | ------------------ | ----------------------------------------------------- | ------- | ------ |
| 20 marzo 1987  | 25 maggio 1990 | Pier Luigi Versari | centro-sinistra                                       | Sindaco | [ 13 ] |
| 25 maggio 1990 | 24 aprile 1995 | Pier Luigi Versari | centro-sinistra                                       | Sindaco | [ 13 ] |
| 24 aprile 1995 | 14 giugno 1999 | Giuseppe Samoggia  | centro-sinistra                                       | Sindaco | [ 13 ] |
| 14 giugno 1999 | 14 giugno 2004 | Pier Luigi Versari | centro-sinistra                                       | Sindaco | [ 13 ] |
| 14 giugno 2004 | 8 giugno 2009  | Pier Luigi Versari | centro-sinistra                                       | Sindaco | [ 13 ] |
| 8 giugno 2009  | 26 maggio 2014 | Luigi Marchi       | lista civica                                          | Sindaco | [ 13 ] |
| 26 maggio 2014 | 27 maggio 2019 | Simona Vietina     | lista civica di centro-destra Obiettivo comune        | Sindaco | [ 13 ] |
| 27 maggio 2019 | 10 giugno 2024 | Simona Vietina     | lista civica di centro-destra Tredozio prima di tutto | Sindaco | [ 13 ] |
| 10 giugno 2024 | in carica      | Giovanni Ravagli   | centro-sinistra Ripartiamo da Tredozio                | Sindaco | [ 13 ] |

### Gemellaggi
- Arcevia
- Hofbieber

## Sport
Tredozio possiede due squadre di calcio amatoriale: Vis in Fide A e Vis in Fide B (chiamate dai tredoziesi rispettivamente Vis e Bis).
Inoltre possiede una squadra di pallavolo femminile amatoriale, categoria over 18 e under 13.
Tredozio ha un polo sportivo chiamato "Le volte" dotato di un palazzetto dello sport inaugurato nel 2007, una piscina scoperta, un campo da tennis. il campo sportivo invece è dall'altra parte del paese.